# Nuno Cardoso
Nuno Magalhães da Silva Cardoso (Peso da Régua, Peso da Régua, 31 de outubro de 1961) é um político português.

## Biografia
Licenciado em Engenharia pela Faculdade de Engenharia da Universidade do Porto, Nuno Cardoso foi assistente da cadeira de Planeamento do Território na mesma faculdade. Em 1990 foi convidado pelo então presidente da Câmara Municipal do Porto, Fernando Gomes para seu assessor. Nuno Cardoso foi responsável pela nova estratégia de transportes para a cidade e colaborou na concepção da rede do Metro do Porto.
Em 1996 foi nomeado presidente da empresa Águas do Douro e Paiva. Quando Fernando Gomes foi para o governo, Nuno Cardoso substituiu-o à frente dos destinos da Câmara Municipal do Porto entre 1999 e 2002.
Nuno Cardoso viu-se envolvido em polémicas, nomeadamente a propósito do Plano de Pormenor das Antas e da construção no perímetro do Parque da Cidade. No âmbito do caso do Plano de Pormenor das Antas, em abril de 2004, foram efetuadas buscas judiciais a sua casa, tendo sido apreendidos extratos bancários e a escritura de compra da propriedade de Nuno Cardoso. Em janeiro de 2005, foi interrogado pela Polícia Judiciária, estando indiciado pelos crimes de peculato, abuso de poder e participação económica em negócio e tendo sido constituído arguido, juntamente com dois engenheiros seus assessores e três dirigentes do Futebol Clube do Porto, uma vez que a Polícia Judiciária suspeitava da obtenção ilegítima, pelo Futebol Clube do Porto, de um lucro ilegítimo de dois milhões de euros, devido à permuta de duas parcelas do clube, nas Antas, por quatro lotes municipais no Parque da Cidade. O Ministério Público propôs a acusação de Nuno Cardoso, defendendo que deveria ser apurado em julgamento se tinha existido ou não dano para o erário público decorrente da permuta dos terrenos das Antas, que teriam sido sobreavaliados em 2,5 milhões por terem como destino a construção, apesar de estarem classificados no Plano de Pormenor como zona desportiva, pelos terrenos do Parque da Cidade, que valiam quatro milhões de euros. Em novembro de 2010, o Ministério Público pediu a absolvição de todos os arguidos e Nuno Cardoso foi absolvido.
Em 22 de Junho de 2009, por falta de provas, a pena por prevaricação foi suspensa. A pena deve-se ao facto de, em 2001, Nuno Cardoso ter assinado um despacho que perdoou uma coima ao Boavista por o clube portuense se encontrar a construir sem licença.
Em Fevereiro de 2010 foi decidido que iria ser julgado por suspeita de ter lesado o erário público em pelo menos 2,5 milhões de euros, no negócio de permuta do Plano de Pormenor das Antas.
Em 10 de Novembro de 2010, juntamente com três responsáveis do FC Porto e dois antigos técnicos do município foi absolvido do crime de participação em negócio.
Foi candidato independente à Presidência da Câmara Municipal do Porto nas eleições autárquicas de 2013, acabando por perder para Rui Moreira.
Em 2021, Nuno Cardoso mostrou-se disponível e interessado numa recandidatura, mas o PS rejeitou apoiar o antigo autarca socialista, que acabou por não avançar. Em Janeiro 2025, Cardoso recandidata-se novamente à CMP como independente.